# Luis IV de Francia
Luis IV de Francia, apodado de Ultramar (Laon, 10 de septiembre de 920 - Reims, 10 de septiembre de 954), fue rey de Francia Occidental desde 936 hasta 954, perteneciente a la dinastía carolingia.

## Biografía
Hijo del rey Carlos III el Simple y la princesa Edgiva de Wessex, Luis IV pasó su infancia en Inglaterra tras la deposición de su padre en 923. Su estancia en la corte anglosajona le valió el sobrenombre de de Ultramar.
En 936, fue llamado de regreso a Francia por el conde Hugo el Grande, quien lo apoyó para ocupar el trono tras la muerte de Raúl I. Sin embargo, su reinado estuvo marcado por constantes conflictos con la nobleza, en especial con el propio Hugo, conde de París.

## Matrimonio y descendencia
En 939, Luis IV se casó con Gerberga de Sajonia, hermana del emperador Otón I el Grande. La pareja tuvo los siguientes hijos:
- Lotario de Francia (941–986), rey de Francia Occidental.
- Matilde de Francia (943–992), casada con Conrado III de Borgoña.
- Carlos de Baja Lorena (953–993), duque de Baja Lotaringia.
- Varios otros hijos que fallecieron en la infancia.

## Muerte y legado
Luis IV falleció en Reims en 954 tras una caída de su caballo. Fue enterrado en la Basílica de Saint-Remi y sucedido por su hijo Lotario.

## Títulos nobiliarios
| Títulos reales               |                                   |                            |
| Predecesor Raúl I de Francia | Rey de Francia Occidental 936-954 | Sucesor Lotario de Francia |